# SELENBP1
SELENBP1 (англ. Selenium binding protein 1) – білок, який кодується однойменним геном, розташованим у людей на короткому плечі 1-ї хромосоми.  Довжина поліпептидного ланцюга білка становить 472 амінокислот, а молекулярна маса — 52 391.
| 10         |  | 20         |  | 30         |  | 40         |  | 50         |
| ---------- |  | ---------- |  | ---------- |  | ---------- |  | ---------- |
| MATKCGNCGP |  | GYSTPLEAMK |  | GPREEIVYLP |  | CIYRNTGTEA |  | PDYLATVDVD |
| PKSPQYCQVI |  | HRLPMPNLKD |  | ELHHSGWNTC |  | SSCFGDSTKS |  | RTKLVLPSLI |
| SSRIYVVDVG |  | SEPRAPKLHK |  | VIEPKDIHAK |  | CELAFLHTSH |  | CLASGEVMIS |
| SLGDVKGNGK |  | GGFVLLDGET |  | FEVKGTWERP |  | GGAAPLGYDF |  | WYQPRHNVMI |
| STEWAAPNVL |  | RDGFNPADVE |  | AGLYGSHLYV |  | WDWQRHEIVQ |  | TLSLKDGLIP |
| LEIRFLHNPD |  | AAQGFVGCAL |  | SSTIQRFYKN |  | EGGTWSVEKV |  | IQVPPKKVKG |
| WLLPEMPGLI |  | TDILLSLDDR |  | FLYFSNWLHG |  | DLRQYDISDP |  | QRPRLTGQLF |
| LGGSIVKGGP |  | VQVLEDEELK |  | SQPEPLVVKG |  | KRVAGGPQMI |  | QLSLDGKRLY |
| ITTSLYSAWD |  | KQFYPDLIRE |  | GSVMLQVDVD |  | TVKGGLKLNP |  | NFLVDFGKEP |
| LGPALAHELR |  | YPGGDCSSDI |  | WI         |  |            |  |            |

A: Аланін

C: Цистеїн

D: Аспарагінова кислота

E: Глутамінова кислота

F: Фенілаланін

G: Гліцин

H: Гістидин

I: Ізолейцин

K: Лізин

L: Лейцин

M: Метіонін

N: Аспарагін

P: Пролін

Q: Глутамін

R: Аргінін

S: Серин

T: Треонін

V: Валін

W: Триптофан

Кодований геном білок за функцією належить до фосфопротеїнів. 
Задіяний у таких біологічних процесах як транспорт, транспорт білків, ацетиляція. 
Локалізований у цитоплазмі, ядрі, мембрані.